# Staatliche Münzen Baden-Württemberg

Il logo della zecca

La Staatliche Münzen Baden-Württemberg (SMBW) è una zecca della Germania con le sue due sedi di Stoccarda e di Karlsruhe.
Questa zecca è incaricata della coniazione delle monete tedesche destinate sia alla circolazione che alla collezione.
La Staatliche Münzen Baden-Württemberg è frutto della fusione delle tra le zecche di Karlsruhe e Stoccarda nel 1998. Nonostante la fusione, le due zecche precedentemente separate hanno mantenuto le rispettive lettere di identificazione: F per quella di Stoccarda e G per quella di Karlsruhe.
La Staatliche Münzen Baden-Württemberg è stata scelta dalla Lettonia per la produzione delle proprie monete sin dal suo ingresso nell'eurozona avvenuto il 1º gennaio 2014.
Le due sedi di Stoccarda e di Karlsruhe della Staatliche Münzen Baden-Württemberg sono, insieme alla Bayerisches Hauptmünzamt di Monaco di Baviera, la Staatliche Münze Berlin di Berlino e la Hamburgische Münze di Amburgo, due delle cinque zecche di monete tedesche presenti in Germania.